# Boeing Passenger Air Vehicle
 (novembre 2021).
Le contenu est difficilement compréhensible vu les erreurs de traduction, qui sont peut-être dues à l'utilisation d'un logiciel de traduction automatique.
Dimensions
Boeing Passenger Air Vehicle (PAV) est un avion électrique à décollage et atterrissage vertical pour passager. Il est développé par Boeing NeXt, une division du constructeur aérospatial américain Boeing.

## Développement
Le Boeing Passenger Air Vehicle est développé depuis 2017 par Aurora Flight Sciences (en)/Boeing NeXt, une filiale de Boeing (créée en 1989), à Manassas, en Virginie et achetée par Boeing en novembre 2017. Les premiers essais en vol avec un avion concept à l'échelle 1:4 ont été réalisés par Aurora. Pour tester le transport aérien autonome à la demande, Aurora a conçu et développé en un an un prototype de eVTOL (avion à décollage et atterrissage verticaux électrique). Il a effectué son premier vol le 22 janvier 2019, à Manassas, en Virginie.

## Conception
La combinaison des rotors et des ailes est plus économe en énergie que ne le serait un hélicoptère à rotors multiples sans ailes. Ceci est particulièrement important tant que la batterie n’a pas encore été développée à un point tel qu’un temps de vol plus long est possible. 

## Problèmes techniques
Le 4 juin 2019, le PAV s'est écrasé lors de son 5e vol d'essai. Les représentants de Boeing ont refusé de divulguer les détails de l'accident. 
Au cours des essais en vol, les ingénieurs ont constaté de brèves interruptions de données et des vitesses de moteur anormales. Ils ont décidé de mettre fin au vol. Le pilote est entré dans la commande d'atterrissage automatique. Après une petite descente, les moteurs de l'avion se sont mis au ralenti et l'avion a percuté la piste. L'avion a été considérablement endommagé. Un examen des données enregistrées a révélé que des vibrations se sont produites et ont brièvement dépassé le seuil de logique de secousse utilisé pour détecter les contacts au sol (en plus des commutateurs de squat). L'avion est entré en mode sol, commandant ensuite l'arrêt des moteurs.